# Lutte aux Jeux africains de 1978
Navigation
Édition suivante
Il s’agit de la première édition de la Lutte aux Jeux africains. Les pays d’Afrique du Nord ont largement dominé les débats et se sont partagé les Titres.

## Résumé des médailles

### Lutte libre hommes
Les épreuves de lutte libre ont eu lieu après le retrait des sportifs égyptiens des Jeux. 
| Épreuves | Or                  | Argent            | Bronze            |
| -------- | ------------------- | ----------------- | ----------------- |
| - 48 kg  | Noredine Moucheffaâ | Salem Blel        | Bensmain Bensmain |
| - 52 kg  | Mohamed Hachaichi   | Mohamed Karouane  | Faouzi Chelly     |
| - 57 kg  | Ali Lachkar         | Atane Gogonte     | Amor Sghaier      |
| - 62 kg  | Nouredine Kellal    | Ahmed Gharbi      | Zayed             |
| - 68 kg  | Lakhdar Allali      | Ahmed Nouaïri     | Fath-Allah        |
| - 74 kg  | El-Naoui            | Brahim Toughza    | Rabah Kessou      |
| - 82 kg  | Ali Abdellaoui      | Slimane Medyri    | Kally Agogo       |
| - 90 kg  | Ameur Dridi         | Jean-Claude Biloa | Ali Senouci       |
| - 100 kg | Khelifa Ben Naceur  | Achour Maghrebi   | Benelli           |
| +100 kg  | Hmida Ahmed Ismail  | Ali Gharbi        | Mehdi Yousfi      |

### Lutte gréco-romaine hommes
| Épreuves | Or                   | Argent                       | Bronze                     |
| -------- | -------------------- | ---------------------------- | -------------------------- |
| - 48 kg. | Nouredine Mouchaffaâ | Mahmoud Fathallah Baraket    | Salem Blel                 |
| - 52 kg. | Ahmed Abbas Hussein  | Mohamed Karmous              | Faouzi Chelly              |
| - 57 kg  | Ali Lachkar          | Ahmed Mohamed Chahine        | Chedly Nefzaoui            |
| - 62 kg  | Mokhtar Fetouaki     | Makhlouf Hamdane             | Chaaban Abdelwahab Chaaban |
| - 68 kg  | Mohamed Moualek      | Mohamed Abdessatar Hammad    | Ali Mohamed                |
| - 74 kg  | Brahim Toughza       | Moustafa Abdelfattah El Feki | Ezzedine Dridi             |
| - 82 kg  | Mohamed El Ashram    | Ali Abdellaoui               | Achour Maghrebi            |
| - 90 kg  | Ameur Dridi          | Hassen Ibrahim Mouawadh      | M’barek Erramy             |
| - 100 kg | Hmida Ahmed Ismail   | Ahmed Melligi Abdelkarim     | Khelifa Ben Naceur         |
| + 100 kg | Ali Gharbi           | Moustafa Abdel-Sayed Yahya   |                            |

## Tableau des médailles
| Rang | Nation   | Or | Argent | Bronze | Total |
| ---- | -------- | -- | ------ | ------ | ----- |
| 1    | Maroc    | 6  | 3      | 1      | 10    |
| 2    | Tunisie  | 5  | 5      | 7      | 17    |
| 3    | Algérie  | 4  | 3      | 5      | 12    |
| 4    | Libye    | 3  | 0      | 3      | 6     |
| 5    | Cameroun | 0  | 1      | 1      | 2     |
| 5    | Nigeria  | 0  | 1      | 1      | 2     |
|      | Total    | 20 | 20     | 19     | 59    |